# Cayratia reticulata
Cayratia reticulata là một loài thực vật hai lá mầm trong họ Nho. Loài này được (M.A.Lawson) Mabb. miêu tả khoa học đầu tiên năm 1995.